# 韦罗妮卡·福尔托娃
韦罗妮卡·福尔托娃（捷克語：Veronika Foltová，1980年9月21日—），捷克女子田径运动员。她曾代表捷克参加2004年夏季残疾人奥林匹克运动会田径比赛，获得二枚金牌和一枚银牌。